# Оріховка (Медведевський район)
Орі́ховка (рос. Ореховка, марій. Пӱкшерме) — присілок у складі Медведевського району Марій Ел, Росія. Входить до складу Руемського сільського поселення.

## Населення
Населення — 34 особи (2010; 39 у 2002).
Національний склад (станом на 2002 рік):
- лучні марійці — 38 %
- росіяни — 38 %